# Igreja de São Macuto
San Macuto ou Igreja de São Macuto é uma igreja localizada na Piazza di San Macuto, no rione Colonna, anexo ao jesuíta Collegio di San Roberto Belarmino, abrigado no Palazzo Gabrielli-Borromeo. Esta é a única igreja em toda Itália dedicada ao santo bretão São Malo.

## História

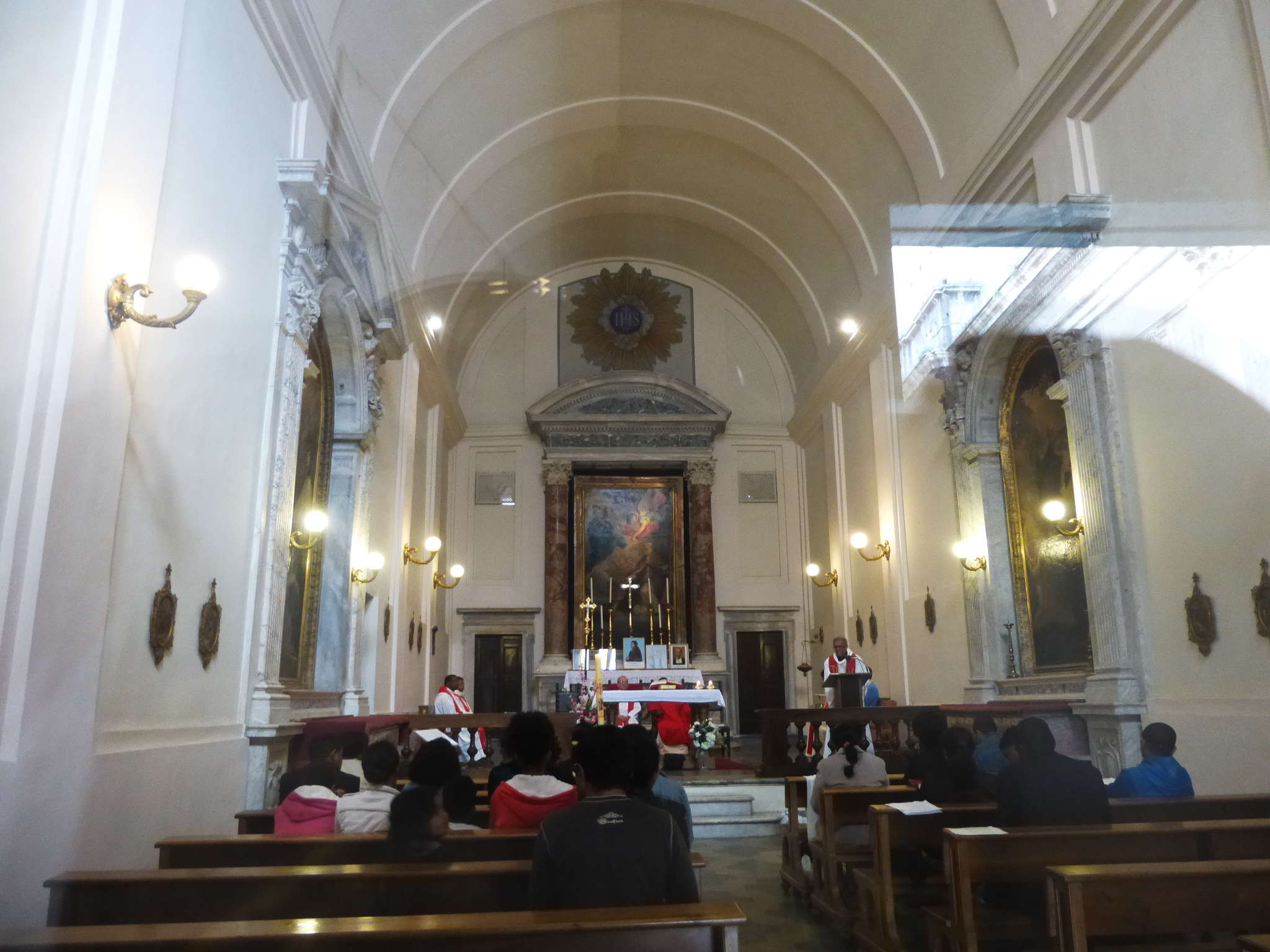
Interior

Registrada pela primeira vez em 1192, a igreja de San Macuto teve diversos controladores ao logo dos séculos. Na segunda metade do século XIII, era dependente de San Marcello al Corso, depois paassou para os dominicanos da vizinha Santa Maria sopra Minerva (uma cessão confirmada pelo papa Nicolau III em 1279). Em 1422, foi descrita como sendo uma igreja paroquial. O papa Leão X fundiu a paróquia com a da Basílica de São Pedro em 1516 e entregou a paróquia resultante a Confraria de Bérgamo em 1539.
Os monges de Bérgamo mudaram o santo da dedicação, de São Bartolomeu para Santo Alexandre de Bérgamo, e alteraram a fachada por volta de 1560. Um projeto do arquiteto de Ferrara Giovanni Alberto Galvani, a fachada foi parcialmente reconstruída entre 1577 e 1585 a partir de um projeto de Francesco da Volterra.
Depois de uma decisão do papa Bento XIII, os monges de Bérgamo deixaram esta igreja para os jesuítas do palácio vizinho entre 1721 e 1726 e se mudaram para Santa Maria della Pietà, alterando o nome da igreja para Santi Bartolomeo e Alessandro dei Bergamaschi (na Piazza Colonna). Os jesuítas, por sua vez, rededicaram a igreja a São Malo. A igreja passou a servir como igreja do Pontifício Seminário Romano, do Conselho dos Nobres Eclesiásticos, do Collegium Germanicum et Hungaricum e da Pontifícia Universidade Gregoriana (1873–1930). Desde 1942, é parte do Collegio Bellarmino, que antes pertencia à província romana dos jesuítas e atualmente uma casa internacional da ordem.

## Dedicação
São Malo nasceu no País de Gales e era membro da comunidade monástica em Llancarvan, fundada por São Cadoc. Emigrou para a Bretanha, na França, segundo São Brendan, o Navegador, seu mestre espiritual, onde foi recebido em Aleth, fundando ali um mosteiro, que logo tornar-se-ia um centro espiritual de toda a região. Por conta disto, foi consagrado como primeiro bispo de Aleth, mas acabou falecendo em Saintes, onde foi enterrado em 621 ou 640. A sua devoção na Bretanha remonta o século XI e a região à volta de Aleth foi incorporada como uma nova cidade no século XII e tomou o nome de Saint-Malo.

## Arquitetura
A igreja de nave única tem uma fachada construída no século XV, projetada inicialmente por Galvani. A entrada foi depois mais elaborada por Francesco da Volterra em cerca de 1575. O interior passou por modificações em 1819 pelo arquiteto Benedetto Piernicoli, que substituiu o teto original em madeira.

## Decoração interior
Os monges de Bérgamo que deixaram a igreja para os jesuítas levaram consigo toda a mobília para sua nova casa na Piazza Colonna. Os novos donos então decidiram decorar o interior da igreja utilizando os três altares do século XV que restaram.
O da esquerda foi construído em 1575 por Francesco da Volterra. Ele têm uma elegante edícula com duas pilastras de laterais caneladas e um tímpano triangular feito de paonazzetto. O altar do lado oposto é similar, mas complementar e é feito de estuque. O altar-mor está decorado com um par de colunas de mármore africano. Ele está encimado por um tímpano transpassado por uma luneta.
Este mesmo altar da esquerda abirga uma pintura de Michelangelo Cerruti sobre o O Sagrado Coração adorado pelos santos João Nepomuceno e Luís Gonzaga (1730s). Cerruti recebeu a encomenda da Sociedade de Jesus para completar as pinturas em todos os altares, entre elas "Virgem Aparece para São Macuto", no altar-mor, e "Glória de São José" no altar da direta. A pintura de São Malo representa a igreja de São Macuto e a cidade de São Malo.